# Eudule nigrata
Eudule nigrata är en fjärilsart som beskrevs av W. Warren 1905. Eudule nigrata ingår i släktet Eudule och i familjen mätare. Inga underarter finns listade.